# NGC 1497
NGC 1497 (również PGC 14331 lub UGC 2929) – galaktyka soczewkowata (S0), znajdująca się w gwiazdozbiorze Byka. Odkrył ją Édouard Jean-Marie Stephan 11 grudnia 1876 roku.